# Welterbe in Nordmazedonien
Zum Welterbe in Nordmazedonien gehören (Stand 2021) zwei UNESCO-Welterbestätten, wovon eine Naturerbestätte und eine gemischte Kultur- und Naturerbestätte ist. Die erste Welterbestätte wurden 1979 in die Welterbeliste aufgenommen, als Nordmazedonien noch als Sozialistische Republik Mazedonien eine der sechs Teilrepubliken von Jugoslawien war. Nach Erlangung der Unabhängigkeit 1991 ist die ehemalige jugoslawische Republik Mazedonien 1997 der Welterbekonvention beigetreten.

## Welterbestätten
Die folgende Tabelle listet die UNESCO-Welterbestätten in Nordmazedonien in chronologischer Reihenfolge nach dem Jahr ihrer Aufnahme in die Welterbeliste (K – Kulturerbe, N – Naturerbe, K/N – gemischt, (G) – auf der Liste des gefährdeten Welterbes).
| Bild             | Bezeichnung                                                                                         | Jahr                    | Typ | Ref. | Beschreibung |
| ---------------- | --------------------------------------------------------------------------------------------------- | ----------------------- | --- | ---- | --- |
| (weitere Bilder) | Natur- und Kulturerbe der Ohrid-Region (Lage)                                                       | 1979 (2019 Erweiterung) | K/N | 99   | Direkt am Ufer des Ohridsees ist die Stadt Ohrid eine der ältesten menschlichen Siedlungen in Europa. Gleichzeitig war sie in ihrer Geschichte ein kulturelles Zentrum von großer Bedeutung, nicht nur für diesen Teil des Balkans, sondern auch für alle Nationen slawischer Sprache. 2019 wurde die Stätte um Anteile am albanischen Seeufer erweitert und ist nun eine transnationale Welterbestätte. |
| (weitere Bilder) | Alte Buchenwälder und Buchenurwälder der Karpaten und anderer Regionen Europas (Erweiterung) (Lage) | 2021                    | N   | 1133 | Transnationales Welterbe mit 17 weiteren Ländern in Europa. In Nordmazedonien gehört dazu der Buchenwald Dlaboka Reka im Mavrovo-Nationalpark. |

## Tentativliste
In der Tentativliste sind die Stätten eingetragen, die für eine Nominierung zur Aufnahme in die Welterbeliste vorgesehen sind.

### Aktuelle Welterbekandidaten
Mit Stand 2021 sind vier Stätten in der Tentativliste von Nordmazedonien eingetragen, die letzte Eintragung erfolgte 2020.
Die folgende Tabelle listet die Stätten in chronologischer Reihenfolge nach dem Jahr ihrer Aufnahme in die Tentativliste.
| Bild                                | Bezeichnung                                | Jahr | Typ | Ref. | Beschreibung |
| ----------------------------------- | ------------------------------------------ | ---- | --- | ---- | --- |
|                                     | Slatinski-Izvor-Höhle                      | 2004 | N   | 1917 | |
| Markovi Kuli                        | Markovi Kuli (Lage)                        | 2004 | N   | 1918 | |
| Archäo-Astronomische Stätte Kokino  | Archäo-Astronomische Stätte Kokino (Lage)  | 2009 | K   | 5413 | Kokino ist eine megalithische Sternwarte. Die Sternwarte besteht aus sieben, von den dort lebenden Menschen vor etwa 3800 Jahren in Stein gehauenen Markierungen, so genannten Thronen. Mit deren Hilfe konnten die extremen Positionen von Sonne und Mond im Jahresverlauf beobachtet werden sowie der Zeitpunkt der Sommersonnenwende bestimmt werden. |
| Georgskirche (Sv Gjorgji) Kurbinovo | Georgskirche (Sv Gjorgji) Kurbinovo (Lage) | 2020 | K   | 6492 | |

### Ehemalige Welterbekandidaten
Diese Stätten standen früher auf der Tentativliste, wurden jedoch wieder zurückgezogen oder von der UNESCO abgelehnt.
Stätten, die in anderen Einträgen auf der Tentativliste enthalten oder Bestandteile von Welterbestätten sind, werden hier nicht berücksichtigt.
| Bild             | Bezeichnung                  | Jahr      | Typ | Ref. | Beschreibung |
| ---------------- | ---------------------------- | --------- | --- | ---- | ------------ |
|                  | Kloster Nerezy               | 1986–1988 | K   |      |              |
| (weitere Bilder) | Pelister-Nationalpark (Lage) | 1986–1988 | N   |      |              |